# Yazirat Qadis
Yazirat Qadis (la isla de Cádiz) es el nombre árabe de la ciudad de Cádiz (España) entre el siglo VIII y 1262, fecha de la toma de la ciudad por parte de la Corona de Castilla. Se trata de la época más oscura de la ciudad, con múltiples teorías sobre sus actividades económicas, siendo la más aceptada que se trataba de una villa de pescadores. Sin embargo, estudios recientes, muestran que estamos ante una villa comercial y militar vinculada al reino de Fez. Aspecto que ha quedado refrendado por la aparición de restos arqueológicos fuera de los límites urbanos aceptados tradicionalmente.

## La caída del imperio romano y el dominio visigodo
La caída del imperio romano conllevó la casi desaparición de la ciudad de Gades. Sin embargo, y gracias a la pervivencia de una aristocracia comercial de carácter oriental en la ciudad, se mantendría vinculada a Bizancio hasta el 623-625, casi medio siglo después de que Leovigildo tomara Medina Sidonia. El historiador Adolfo de Castro tiene una visión más pesimista de la tardanza de los visigodos en conquistar la ciudad. Según sus palabras:
Cádiz, en tanto, tal vez permanecía en tranquila calma descansando de su antiguo poderío. Las imperfectas historias de aquellos tiempos no dicen que la guerra recorriese con su tea enrojecida la corta extensión de su territorio: no era muy posible que viniese a combatir y ensangrentar sus ruinas, ni a apoderarse de la mendicidad de los pescadores u otros de sus habitantes no menos míseros.
Se conservan muy pocos datos de esta época. Destacando la historia de la Casa del Dar al-Tunn (Casa de los atunes), recogida por el historiador musulmán Al-Zuhri que narra como la ciudad fue devastada por la entrada del mar en una gran cisterna (posiblemente recuerdo de aquella que recogía el agua llevada desde El Tempul por el acueducto gaditano) debido a que los señores de la isla deseaban conseguir una mayor entrada de atunes en mayo. La destrucción de la isla gaditana queda patente con un segundo hecho: la fundación de un monasterio de eremitas (seguramente por San Fructuoso) en el antiguo templo de Hércules, que pasaría a tener la advocación de San Pedro desde el 659.

## Ocupación islámica
Aunque se acepta el 711 como la entrada del Islam en la península ibérica, el Estrecho de Gibraltar, en el que se enmarca la ciudad de Cádiz, venía sufriendo las luchas con el walí de Ifriquiya y del Magri desde el año 709. Sin embargo, sus tropas no desembarcan en Tarifa hasta julio del año 710, atacando la costa algecireña de acuerdo a los pactos entre Musa Ibn Nusayr y el conde don Julián. El éxito llevó a Musa a preparar una nueva expedición, un año después, al mando del gobernador de Tánger, Tariq in Ziyad, que al frente de un ejército de 7000 bereberes invadiría definitivamente el Reino Visigodo.

### El papel del conde don Julián en la entrada de Cádiz en el ámbito islámico.
Tradicionalmente se acepta que el conde don Julián se situaba en la ciudad norteafricana de Ceuta y que fue desde allí desde donde establece los contactos con Musa para atacar el sur del Reino Visigodo. Sin embargo, desde mediados del siglo XX, han surgido tesis como la del historiador Joaquín Vallvé Bermejo, que ofrecen una visión diferente. Asegurando que la vieja ciudad de Gades no estaba totalmente abandonada y que, al igual que otras antiguas grandes urbes romanas, aún mantenía población y potencia comercial. Esa situación sería la que permitió que don Julián asentase en Cádiz parte de su poderío y que, realmente, fuera gobernador de la ciudad y no solo de Ceuta. Vallvé defiende que la primera expedición de Musa, lanzada en el 709, contó con el apoyo de Cádiz para el desembarco de las tropas norteafricanas.

Si bien, esta teoría es muy controvertida y cuenta con muchas voces en contra. Por ejemplo, Martínez Montávez, dice que:
"es imposible que una ciudad totalmente venida a menos y reducida, un villorrio prácticamente, como debía ser el Cádiz de comienzos del siglo VIII (...) contase con un gobernador que pudiese intervenir con sus propias fuerzas de una manera tan decisiva en el desarrollo de los acontecimientos y precipitarlos prácticamente a su conveniencia"
Sea cómo fuere, se desconoce la fecha de entrada de la ciudad de Cádiz en el ámbito islámico. Y durante los primeros tiempos de la dominación musulmana, la ciudad continúa su declive, aislada de tierra y convertida en una pequeña isla de difícil abastecimiento. Con una producción volcada en las salazones, la explotación salinera, y una pequeña actividad económica.

### La Cora de Sidonia
Al igual que ya ocurriera en los años previos a la conquista, la ciudad de Cádiz estuvo vinculada a la ciudad de Sidonia (ya convertida en Medina Sidonia), capital de la cora del mismo nombre. Y la ciudad de Cádiz debió ser la cabeza de un iqlim que debió estar fuera de los circuitos comerciales de la época, que habían basculado hacia Algeciras, debido a la nueva situación sociopolítica del Estrecho de Gibraltar. Sin embargo, y según los textos de Al-Idrisí, Cádiz no era más que un punto de embarque en la ruta que unía Algeciras con Sevilla. Una pequeña isla en la que aún se conservaban restos de civilizaciones anteriores, como la gran cisterna o parte de su acueducto. Pero pocos datos más tenemos del periodo Omeya en la ciudad. Tan solo la orden de Abd al-Rahman I en el 772 de reunir una flota en Cádiz.